# London Defence Positions

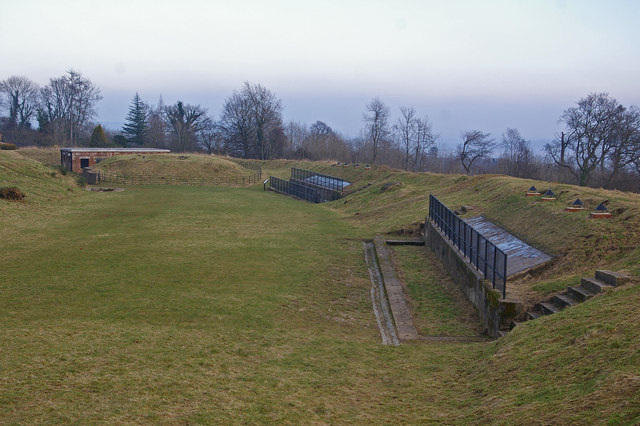
Fort de Reigate.

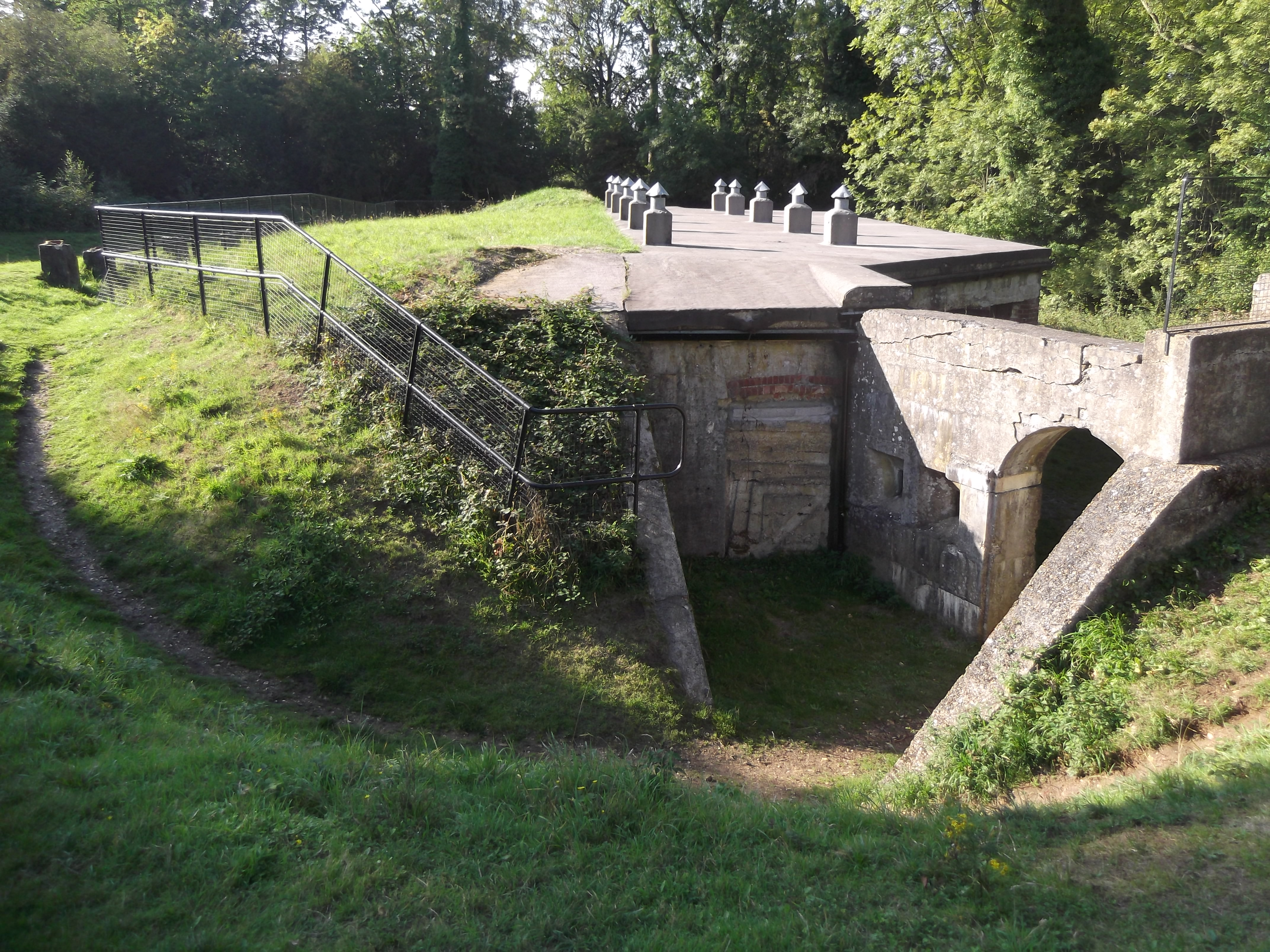
Fort de Box Hill.

Le London Defence Positions est un projet de fortifications de la fin du XIXe siècle dans le sud-est de l'Angleterre, conçu pour protéger Londres contre les invasions étrangères débarquant sur la côte sud. Les positions sont un plan d'urgence soigneusement étudié pour une ligne de tranchées, qui peuvent être rapidement creusées en cas d'urgence.
La ligne est soutenue par treize petits forts polygonaux (en) permanents ou redoutes appelés centres de mobilisation de Londres, qui sont équipés de tous les magasins et munitions dont auraient besoin les troupes chargées de creuser et de tenir les positions.

## Origines
Le rapport de la Commission royale sur la défense du Royaume-Uni de 1859 sur les défenses britanniques estime que Londres était pratiquement indéfendable. Les auditeurs proposent un fort à Shooter's Hill (en) pour défendre l'arsenal royal de Woolwich, mais cette proposition ne sera jamais mise en œuvre. À la suite de plusieurs propositions de hauts responsables militaires, un mémorandum de 1888 rédigé par le colonel John Charles Ardagh (en) envisage un projet de simples terrassements pour l'infanterie et les armements mobiles, destinés à être creusés et occupés en cas d'urgence par la Force des volontaires (en), la ligne étant soutenue par des ouvrages permanents, les centres de mobilisation de Londres, à des intervalles de 8 kilomètres, qui feraient office de stockks. Le projet de défense de Londres est annoncé au Parlement en mars 1889 par le secrétaire d'État à la Guerre, Edward Stanhope, à une époque où les 13 sites pour les centres de mobilisation ont déjà été achetés pour un coût de 25 000 £.

## Sites

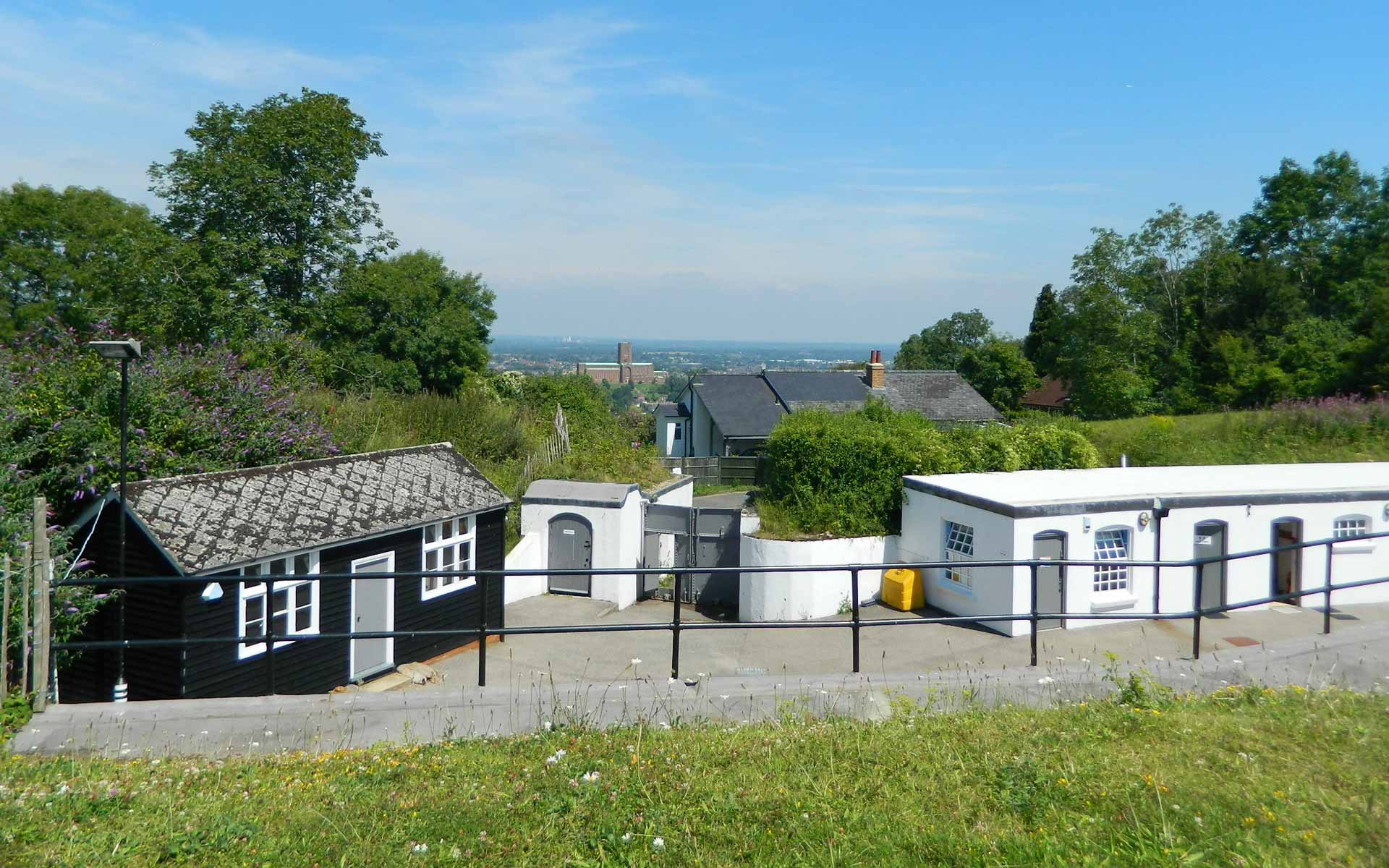
Le surplombant Guildford dans le Surrey, montrant sa position dominante sur les North Downs.

Les centres de mobilisation de Londres sont construits sur un tronçon de 113 kilomètres des North Downs, de Guildford à la vallée de Darenth et de l'autre côté de la Tamise dans l'Essex. Treize sites sont choisis, à Pewley Hill (en), Henley Grove, Denbies, Box Hill, Betchworth, Reigate, East Merstham, Fosterdown, Woldingham, Betsom's Hill (en), Halstead, Farningham et North Weald.
La conception de chaque site varie, mais ils ne sont jamais très élaborés, se limitant à un dépôt et à des entrepôts pour la mobilisation des troupes, avec des défenses limitées. L'intention est que les centres, en plus de contenir des munitions et d'autres fournitures, servent de points forts dans une ligne presque continue de fortifications de campagne. Les lignes de tranchées reliant les positions de défense peuvent être rapidement creusées au début de la guerre. Des entrepôts connexes sont installés à Tilbury, Warley (en) et peut-être Caterham. Ils sont rapidement considérés comme obsolètes et tous sont vendus en 1907, à l'exception de Fort Halstead, désormais utilisé par DSTL.
Pendant la Première Guerre mondiale, une partie du plan de défense de Londres est réactivée pour former une ligne d'arrêt de tranchées, en cas d'invasion allemande. Au nord de la Tamise, la ligne est prolongée jusqu'à la rivière Lea à Broxbourne plutôt que de s'arrêter à Epping. Au sud de la Tamise, elle est prolongée jusqu'à Halling, via Wrotham, en rejoignant les défenses de Chatham (en). À l'extrémité ouest, la ligne est arrêtée à Buckland Hill, au-delà du fort de Reigate.
À Guildford, des maisons sont construites sur le site de Pewley Hill, mais le fort Henley (également appelé Henley Grove) est préservé en tant que centre d'éducation pour les jeunes. Il peut être visité lors d'une journée portes ouvertes.

## Fort de Reigate

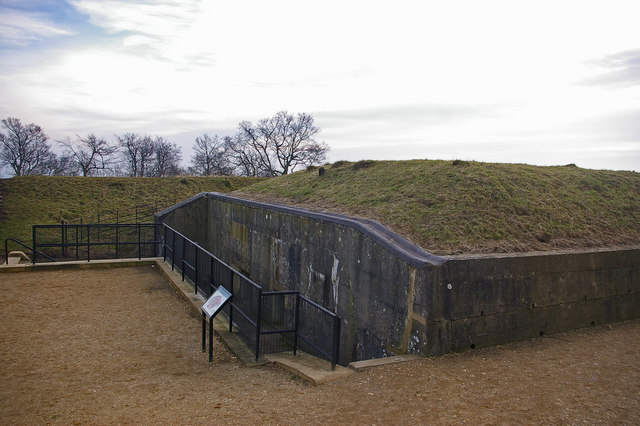
Fort de Reigate en 2009.

Le fort de Reigate appartient au National Trust depuis 1932. La structure tombe en ruine, mais des subventions du Biffaward, de la Heritage Lottery (en) et du National Trust permettent une restauration de l'installation. La première phase des réparations est réalisée en 2000 et est financée par une subvention de 104 000 £ du Biffaward. Une deuxième phase coûte 174 000 £.
Le fort est ouvert gratuitement au public en 2007, mais des travaux de restauration sont alors toujours en cours. Des panneaux d'information sont installés pour informer les visiteurs sur les bâtiments. Un kit pédagogique est disponible et des visites pédagogiques peuvent être organisées.